# Julia Ribbeck
Julia Ribbeck (* 1971 oder 1972 in Stuttgart) ist eine deutsche Schauspielerin und Sprecherin.
Nach einem abgeschlossenen Studium der Sprecherziehung an der Hochschule für Musik und Darstellende Kunst Stuttgart absolvierte Julia Ribbeck in Frankfurt am Main eine Schauspielausbildung, die sie mit Diplom abschloss. Nach Engagements u. a. am Nationaltheater Mannheim, dem Schauspiel Frankfurt, dem Staatstheater Oldenburg und dem Landestheater Linz in Österreich, ist sie seit 2010 freischaffend tätig.
Zu ihrem Rollenrepertoire gehören die Genia in Das Weite Land von Arthur Schnitzler, Maria Stuart in Maria Stuart von Friedrich Schiller, 'Margaret in der Katze auf dem heißen Blechdach von Tennessee Williams, Käthchen in Das Käthchen von Heilbronn von Heinrich von Kleist und Rosalinde in Wie es Euch gefällt von William Shakespeare.
Neben ihren Gastengagements an diversen Häusern, hat sie mit ihrer Kollegin Christiane Schulz Die Mädchen gegründet, eine Musik-/Kabarettformation, die mit verschiedenen Liederabenden im deutschsprachigen Raum auf Tour ist.
Zusätzlich gibt sie Unterricht und gestaltet eigene Lesungen.
Julia Ribbeck lebt in Österreich, in der Nähe von Linz.